# サファリ・スカイウェイ
サファリ・スカイウェイ（英: Safari Skyway）は、かつてチェシントン・ワールド・オブ・アドベンチャーズ・リゾートのマーケット・スクェア・エリア内で、1986年に開業し運行されていたモノレール乗り物である。
マック・ライズによって製造され、乗り物は来場者にチェシントン動物園のガイドツアーを行い、そしてその初年度にチェシントン・ワールド・オブ・アドベンチャーズのテーマパークが建設されている。
乗り物は、2015年7月下旬に突然閉鎖する前までに、約30年間稼動し続けていた。
2016年1月上旬に、乗り物向けのメンテナンスと連続トラブルが原因で、乗り物を引退させると当パークが発表した。

## 歴史
「サファリ・スカイウェイ」は、チェシントン・ワールド・オブ・アドベンチャーズでの最初の乗り物の一つとして、1986年に開業した。
「サファリ・スカイウェイ」への入口は、マーケット・スクェア・エリアの後方に向かってあり、モノレールは動物園、芝地およびマンションエリアのガイドツアーを行っていた。

## 概説
乗り物は、移動に約8分掛かり、乗客に対する高さ制限は最大1.96メートルであった。
身長1.1メートル以下の乗客には、16歳またはそれ以上の同伴者が必要であった。
乗り物は、例えばシーライオン・ベイ (Sea Lion Bay)、Amazu、トレイル・オブ・ザ・キングス (Trail of the Kings) およびその他エリアなどの、チェシントン動物園内の要所を通過していた。
乗り物は、シー・ライフ・センター裏側およびロッジ・ゲート入口近くへ行く前に、最初に子供用動物園にいる小動物の前を通過していた。
乗り物は、テーマパークを経由して駅に戻る前に、続けてゴリラ、ライオンおよびアシカのすぐ近く（なお、直接でなく上）を通過していた。

## ギャラリー

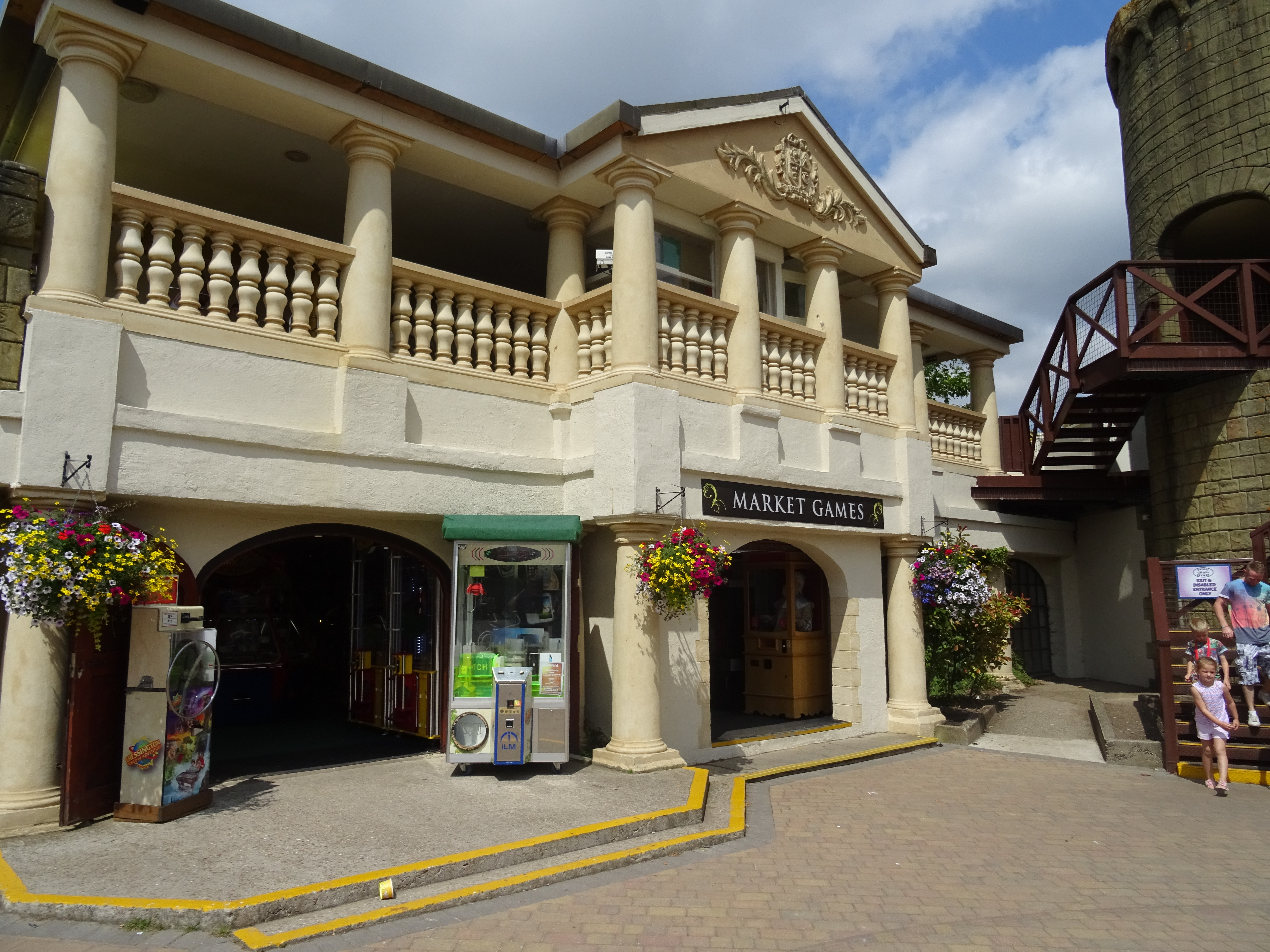
駅舎（2015年）
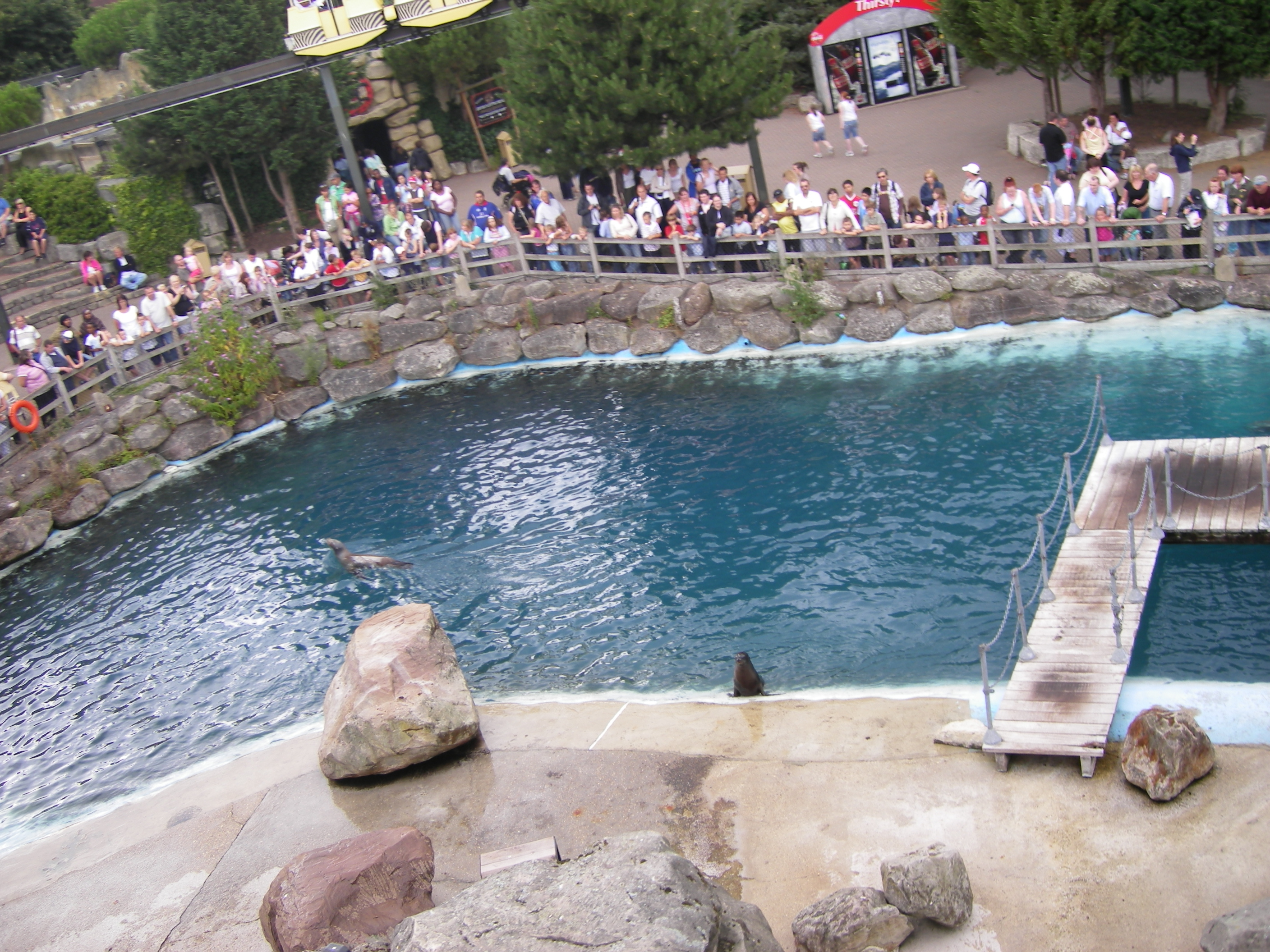
サファリ・スカイウェイからのシーライオン・ベイ（2006年）